# 雁北支队
雁北支队是抗日战争时期中国共产党领导的活动于雁北地区及大同附近的抗日武装。历史上有多支部队曾用过这个番号。

## 宋时轮雁北支队
为进军雁北地区（晋西北），1937年9月底，八路军第一二〇师第716团（前身刘志丹红二十八军）团长宋时轮率第2营成立“宋时轮支队”，宋时轮为支队司令员，伍晋南为支队政治部主任。该支队900余人，以第七一六团第二营（陕北红二十八军）为骨干组成。“10月1日，宋支队攻占井坪镇（今平鲁县）。”“10月3日，宋支队兵分两路，一路袭击马邑、安荣桥，击溃部分守敌；另一路进攻岱岳镇，予敌以重创。”“10月4日，宋支队折而向西，收复平鲁县城。几天之内，完成贺龙师长计划占领井坪，收复平鲁的任务。”“10月6日，朱德命令：宋支队背靠岱岳镇以西山地后，应即向岱岳镇、懷仁、山阴活动，破坏公路交通。”“10月7日夜，宋支队袭击岱岳，攻占该镇以南之东榆林、马邑，破坏桥梁数座。”“10月10日，宋支队进入预伏阵地。傍晚，日军向“忻口会战”作战场地运送弹药的运输车辆满载武器弹药朝大桥开来，第一辆见桥板被拆停下来，后面的汽车一辆接一辆全部堵塞在支队的伏击圈内。宋时轮一声令下，急促密集的弹药居高临下地泻向大桥，公路，汽车着火了，车上的弹药爆炸，日本被打得乱作一团。朱德、彭德怀致电贺龙、萧克，指出：“宋支队已深入敌人后方，起了相当作用。”晋西北，日军面临着一个完全不同于国民党军队的新对手，宋支队的威名开始响彻大同、雁北地区。””10月21日，毛泽东给八路军总部朱德、彭德怀以及周恩来的电报中指出：“宋时轮团全部（分割之部分应还建制）准备长期活动于长城以北大同、雁门以西地区，东与杨成武，西与第一二0师主力呼应。”“10月23日，宋支队伏击由大同至岱岳的日军运输队，毙敌100余人，毁汽车10余辆。任弼时回忆说：“深入敌深后方，在平型关、灵丘以北及在崞县、雁门关、大同活动的部队，以高速度负责的积极行动，经过无数次的战斗，打击敌人掩护部队和运输队。”“宋支队在不到一个月的时间内，主动出击，积极作战，连续获胜，初步打开了雁北地区的抗日局面，为中共山西省委派驻雁北工作的干部立足于平鲁县，发动群众开展抗日武装斗争创造了很有利的条件。”
1938年1月，中央定为在雁北地区长期抗日游击战“宋时轮支队”又称“雁北支队”，宋时轮为司令员兼政治委员。宋支队在雁北敌后广泛开展游击战争，打得日军后宫淳第26师团为了巩固后方，确保交通运输队的安全，1938年1月上旬，日军集中2，000余人，分5路向宋支队实施大规模“围剿”，宋时轮采取声东击西的战术，指挥支队主力在大同附近袭击车站、仓库、破坏道路交通，打得热火朝天，迫使“围剿”的各路日军无功而返。1938年2月底，日军又集中3，000余兵力，对宋支队实行第二次“围剿”，结果又告失败。3月，第三次“围剿”宋支队。
1938年3月29日，毛泽东、滕代远致电第一二〇师贺龙、萧克、关向英并告八路军总部，询问“能否沿大青山脉创造一个游牧性质的骑兵支队？如可能该支队西走新疆边境，东迄满洲，整个内外蒙交界区域均可为其游击地区，亦盼考虑见告。”1938年4月毛泽东致电第一二〇师与宋（时轮）支队：“要求你们对平绥铁路以北（绥蒙）能否建立游击根据地进行调查，情况如何望速告。”宋时轮请来察哈尔省建设厅科长陈凤桐询问后复电，大青山地区是“山上无房屋、气候寒冷，民性强悍”；因地形不同，关内步兵不十分便利活动，过大兵力不甚适宜（粮食甚缺），尤其是房屋少、天气又冷，更加困难。
雁北支队自1937年10月至1938年5月，在同蒲线以西，平绥线以东，同日军进行大小战斗百余次，击毁日军汽车390余辆，歼灭日军2，000余人，激获各种武器1，000余支（挺）。支队兵力得到扩充和壮大，组建了司令部机关，由最初的5个连建制扩充为3个营12个连建制，又扩建了1个骑兵大队，8个挺进队（每个挺进队相当于连），此刻，总兵力达到2，000余人，
1938年4月22日，在晋察冀军区邓华支队初步建成平西抗日根据地后，八路军总部即指示宋时轮率第一二〇师雁北支队1500人东进平西，与邓华支队会合，以开辟平北、冀东“敌后之敌后”。1938年5月27日，邓华支队与宋时轮支队在平西斋堂、杜家庄地区合编成八路军第四纵队第十二支队。

## 雁北独立六支队
1937年党员赵仲池、刘华香等赴雁北组建牺盟会雁北游击队，司令梁雷。1939年晋西事变前后改编为八路军第一二〇师彭385旅雁北独立六支队，支队长王宝珊/刘华香，政委胡一新。

## 三五九旅雁北支队
1939年8月三五九旅奉命由恒山开赴绥德担任河防，派出第718团副团长徐国贤率一部组建八路军第三五九旅雁北支队。1940年10月改称三五九旅特务团，辖教导营和警卫营，调陕北归建。

## 察绥游击军第一支队
1937年9月底第二战区战地总动员委员会在太原组建察绥游击军军部共220余人，主要由青年学生组成，领导权基本控制在共产党手中：军长张砺生（察哈尔省主席）/代理军长郑荔庵，其它领导成员均为共产党员：参谋长宣侠父（未到职）、秘书长郑荔庵（非党员）、副官长刘苏、政治主任阮慕韩/陈凤桐、政治副主任钱应麟。察绥游击军军部于11月上旬随战动总会转移到离石县王家坡，组建第一支队，支队长刘苏，政治主任安汝涛（后为王铭森），支队下辖3个中队。12月18日，第一支队从离石出发，开到西雁北的平鲁。战动总会委托八路军第一二〇师宋时轮雁北支队指挥该部，第一支队的党组织接受中共晋绥边区特委领导。察绥游击军陆续组建5个支队（第一、第二、第四、第五、第十五支队），主要由东北、平津流亡学生组成。张砺生不久赴南京，游击军由战动总会领导。中共从抗大、八路军第一二〇师选调了数十名红军干部到该部工作。完全实行八路军的部队管理制度。1938年春末，察绥游击军第一支队发展到300余人；察绥游击军后扩大为4个游击支队。1938年6月间，军部率领一支队及四支队，由凉城二蛮子沟出发，过平绥铁路挺进绥东丰镇县东山、阳高县北部云门山区活动。1938年10月，由于天气渐冷，为减少群众负担，一支队返回凉城、怀仁、右玉一线活动。1938年11月，第四支队骑兵二大队反水，扣押了游击军领导，导致本地人组成的第五支队溃散，第四支队被日伪军夹击失败。1939年1月残余部队进入浑源西南山区，在三五九旅帮助下进行整顿，成立察绥游击纵队，刘苏任纵队长兼1支队长，政委陈凤桐/阮慕韩，参谋长朱宝琛，政治部主任安汝涛，由三五九旅和晋察冀五地委领导下开展东雁北游击战争。1940年2月察绥游击纵队与三五九旅雁北支队在灵丘大兴庄合编为雁北支队，刘苏任司令员，陈凤桐任政委，副支队长徐国贤，副政治委员谭文邦，战斗在灵丘、繁峙、浑源、代县、应县、山阴、怀仁、大同、阳高、兴和等县。1940年10月雁北支队分拆，刘苏领导察绥游击支队，隶属晋察冀军区第五军分区。1941年秋调入晋察冀军区第一军分区。1942年改称一分区雁北支队。支队长刘苏，政治委员王纯一，副支队长贾靖宇。1943年成立晋察冀军区雁北指挥部，司令员韩伟、政委罗元发。1944年底雁北指挥部改为晋察冀新的第5分区，司令员陈坊仁，政委刘达，副司令员刘苏。1944年3月雁北支队与晋察冀军区青年支队合编为应县支队。日本驻蒙军沿桑干河设有两道“蒙疆确保区”封锁线，雁北地区共87个据点，有日军3600多人，伪军4000多人。1944年12月18日毛泽东电示晋察冀军区努力向雁北、绥东、热察、冀东敌占区发展。1945年1月20日晋察冀军区做出开辟雁北工作的指示，冀晋军区派出怀仁、桑干河、天镇3个工委和7支武工队北上。1945年3月春季攻势，五分区第6团与灵丘支队围攻下，灵丘日军3月3日逃往广灵，伪军开城投降。1945年5月12日，冀晋军区发动雁北战役即夏季攻势，到5月30日，解放据点40多处、村镇738个、人口40多万、面积5700多平方千米、毙伤俘日伪军700余人，打破了桑干河封锁线。 

## 晋绥五分区改称雁北支队
1942年11月，为了统一对绥远、雁北工作的领导和精兵简政，八路军第一二〇师兼晋绥军区决定将大青山骑兵支队与晋绥五分区合并为塞北军分区，司令员姚喆、政治委员高克林，原五分区部队改为雁北支队，取消大青山骑兵支队番号，原骑兵1、2、3团番号不变。